# Janowice Wielkie I (gromada)
Janowice Wielkie I – dawna gromada, czyli najmniejsza jednostka podziału terytorialnego Polskiej Rzeczypospolitej Ludowej w latach 1954–1972.
Gromady, z gromadzkimi radami narodowymi (GRN) jako organami władzy najniższego stopnia na wsi, funkcjonowały od reformy reorganizującej administrację wiejską przeprowadzonej jesienią 1954 do momentu ich zniesienia z dniem 1 stycznia 1973, tym samym wypierając organizację gminną w latach 1954–1972.
Janowice Wielkie I z siedzibą GRN w Janowicach Wielkich utworzono – jako jedną z 8759 gromad na obszarze Polski – w powiecie jeleniogórskim w woj. wrocławskim, na mocy uchwały nr 15/54 WRN we Wrocławiu z dnia 2 października 1954. W skład jednostki weszły obszary dotychczasowych gromad Janowice Wielkie i Miedzianka ze zniesionej gminy Janowice Wielkie w tymże powiecie. Dla gromady ustalono 25 członków gromadzkiej rady narodowej.
1 stycznia 1960 gromadę zniesiono, a jej obszar połączono ze zniesioną gromadą Janowice Wielkie II w tymże powiecie, tworząc nową gromadę Janowice Wielkie tamże.